# X Premis Cinematogràfics José María Forqué
La cerimònia dels X Premis Cinematogràfics José María Forqué es va celebrar al Teatro Real de Madrid el 26 d'abril de 2005. Es tracta d'uns guardons atorgats anualment des de 1996 per l'EGEDA com a reconeixement a les millors produccions cinematogràfiques espanyoles pels seus valors tècnics i artístics produïdes entre l'1 de gener i el 31 de desembre de 2004.
La gala, celebrada en la diada mundial de la propietat intel·lectual, fou presentada per Jose Toledo i Juan Luis Galiardo i gaudí de l'actuació del guitarrista Enrique de Melchor, el saxofonista Jorge Pardo i el ballador «El Güito». Hi van intervenir el president d'EGEDA, Enrique Cerezo, qui va dedicar part del seu discurs al problema de la pirateria, el director general de l'ICAA, Fernando Lara, i la presidenta de la Comunitat de Madrid, Esperanza Aguirre, qui va ressaltar que el 75 % de la producció cinematogràfica es feia a Madrid.

## Nominacions i premis
Els nominats i guanyadors d'aquesta edició foren: 
| Millor pel·lícula                                                      | Millor documental o animació               |
| ---------------------------------------------------------------------- | ------------------------------------------ |
| - Mar adentro - La mala educación - Héctor - Tiovivo c. 1950 - El Lobo | - El milagro de Candeal de Fernando Trueba |
| Medalla d'honor                                                        |                                            |
| Luis Méndez Amago                                                      |                                            |